# Hesperoconopa pilipennis
Hesperoconopa pilipennis är en tvåvingeart som först beskrevs av Alexander 1918.  Hesperoconopa pilipennis ingår i släktet Hesperoconopa och familjen småharkrankar. Inga underarter finns listade i Catalogue of Life.